# Destiny (streamer)
Steven Kenneth Bonnell II (Omaha, Nebraska, em 12 de dezembro de 1988), mais conhecido como Destiny, é um streamer e comentarista político estadunidense. Ele foi uma das primeiras pessoas a transmitir videogames online em tempo integral e recebeu atenção como um pioneiro da indústria. Desde 2016, ele tem atraído mais atenção por transmitir debates políticos com outras personalidades da internet, nos quais defende visões progressistas e liberais.

## Posições e ativismo
Steven descreveu-se a si mesmo como um social-democrata firme, capitalista convencido, um liberal clássico, utilitarista e ateu agnóstico. Tem debatido na contramão do fascismo, do nacionalismo branco, do socialismo e do comunismo. Tem citado sua pobreza durante sua adolescência e juventude como uma influência em suas opiniões e diz que prefere argumentar se baseando em dados empíricos em vez da moralidade.
Em 2020, Steven apoiou a campanha de Joe Biden na eleição presidencial.Depois da vitória de Biden, Steven liderou uma campanha porta a porta para apoiar os candidatos democratas Raphael Warnock e Jon Ossoff na eleição especial ao Senado dos Estados Unidos em Georgia de 2020.
Steven organizou outra campanha porta a porta em apoio de Mark Gudgel durante as eleições à prefeitura de Omaha de 2021. O 3 de março de 2021, Gudgel cortou laços oficialmente com Steven; por seu comentário sobre o vandalismo nos protestos de 2021.